# フェナリジン
フェナリジン(Phenaridine)または2,5-ジメチルフェンタニル(2,5-Dimethylfentany)は、フェンタニルのアナログであるオピオイド系鎮痛剤である。1972年に開発され、外科用の麻酔薬として用いられてきた 。
フェナリジンは、フェンタニルと似た作用を持つ。ラットでは、フェンタニルよりも作用が若干弱い。フェンタニルアナログの副作用は、フェンタニル自体のものと似ており、痒み、吐き気、そして生命を脅かしうるほどの深刻な低換気障害等である。